# Stazione di Edgeworthstown
La stazione di Edgeworthstown  è una stazione ferroviaria che fornisce servizio a Edgeworthstown, contea di Longford, Irlanda. Attualmente la linea che vi passa è l'Intercity Dublino–Sligo. La stazione fu aperta l'8 novembre 1855.

## Servizi ferroviari
- Intercity Dublino–Sligo

## Servizi
- Servizi igienici
- Capolinea autolinee